# Kỳ Lợi
Kỳ Lợi là một xã thuộc thị xã Kỳ Anh, tỉnh Hà Tĩnh, Việt Nam.

## Địa lý
Xã Kỳ Lợi nằm ở phía đông thị xã Kỳ Anh, có vị trí địa lý:
- Phía đông và phía bắc giáp Biển Đông
- Phía tây giáp các phường Kỳ Ninh, Kỳ Thịnh, Kỳ Trinh
- Phía nam giáp phường Kỳ Phương và phường Kỳ Thịnh.

Xã Kỳ Lợi có diện tích 21,34 km², dân số năm 2924 là 6.265 người, mật độ dân số đạt 293 người/km².
Sông Quyền chảy qua phía nam của xã.
Xã Kỳ Lợi có các đảo nhỏ ven bờ như hòn Sơn Dương và hòn Chim.

## Hành chính
Xã Kỳ Lợi được chia thành 10 thôn: Đông Yên 1, Đông Yên 2, Đông Yên 3, Đông Yên 4, Hải Thanh, Tân Phúc Thành 1, Tân Phúc Thành 2, Tân Phúc Thành 3, Hải Phong 1, Hải Phong 2.

## Lịch sử
Ngày 10 tháng 4 năm 2015, Ủy ban Thường vụ Quốc hội ban hành Nghị quyết số 903/NQ-UBTVQH13 về việc thành lập thị xã Kỳ Anh thuộc tỉnh Hà Tĩnh trên cơ sở một phần diện tích và dân số của huyện Kỳ Anh. Xã Kỳ Lợi trực thuộc thị xã Kỳ Anh.